# 디마시 쿠다이베르겐
디마시 쿠다이베르겐(카자흐어: Димаш Құдайберген, 1994년 5월 24일 ~ )은 카자흐스탄의 싱어송라이터이자 멀티플레이어이다. 그는 클래식뿐만 아니라 현대 음악에도 훈련된 대학이며, 그의 뛰어난 음역폭으로 알려져 있다. 그는 12개 국어로 된 노래를 공연했다.
아스타나 오페라에서 자리를 제안했지만, 그는 클래식 요소와 카자흐스탄 전통 음악을 대중음악과 혼합하여 현대 음악에서 경력을 쌓기로 결심했다.